# أليكس تايلور (مغني)
أليكس تايلور (بالإنجليزية: Alex Taylor)‏ هو مغني أمريكي، ولد في 28 فبراير 1947، وتوفي في 12 مارس 1993.

## وصلات خارجية
- أليكس تايلور على موقع ميوزك برينز (الإنجليزية)
- أليكس تايلور على موقع ديسكوغز (الإنجليزية)